# 李先良

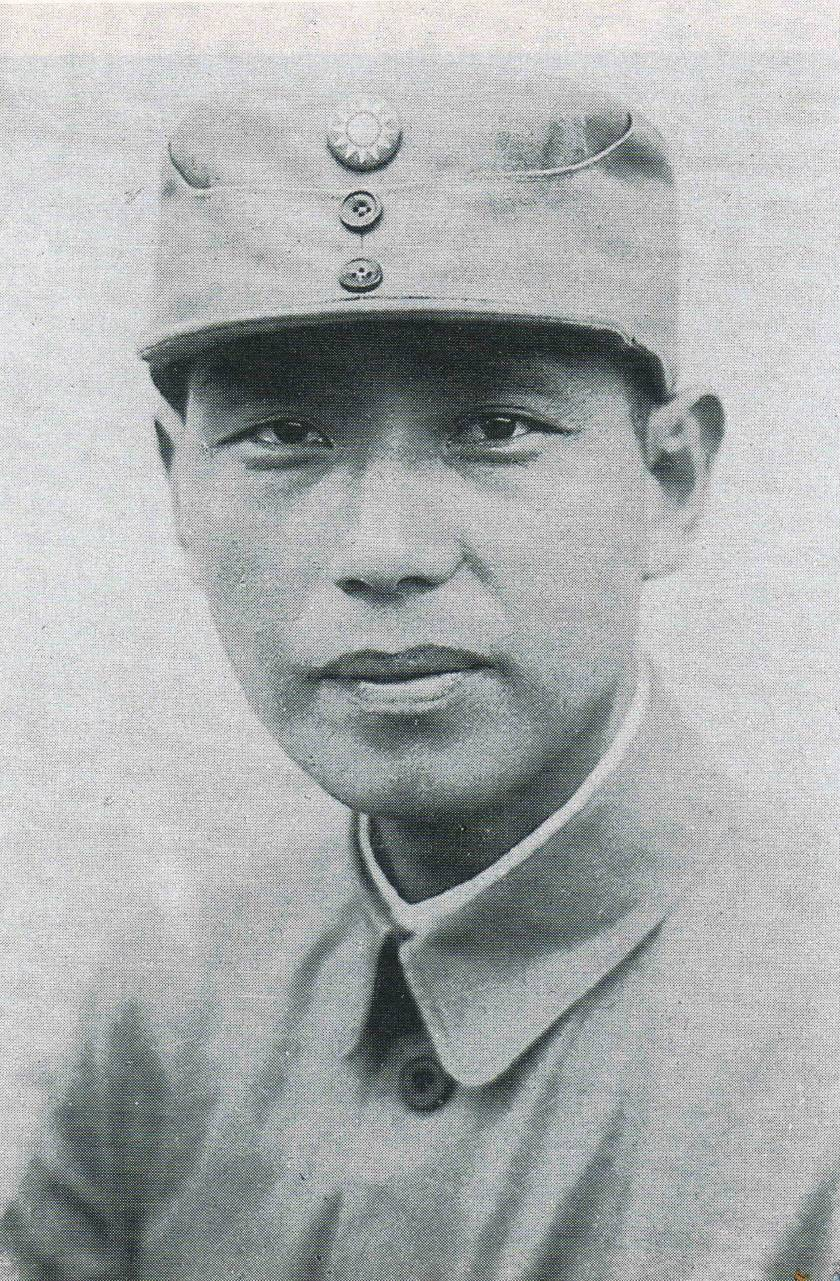
李先良

李先良（1904年—1993年），江苏吴县人。中华民国政治人物。

## 生平
李先良早年入江苏省立第一师范学校，后毕业于中央政治学校。1929年，他任中国国民党中央执行委员会干事。1933年，他来到青岛，任中国国民党青岛市党部干事、委员、常务委员等职。
抗日战争期间，1938年他出任中国国民党山东省党部执行委员会委员。1939年任山东省鲁东联军总指挥兼鲁东行署主任、山东省政府委员。1941年6月，他任青岛市政府秘书长。1942年10月任青岛市政府代理市长兼青岛保安总队总队长。
1945年，他任中国国民党中央执行委员会候补执行委员。1945年，出任青岛市市长，在任市长期间，1945年11月2日，《青岛公报》头版公布《甄审令》称：“凡沦陷区敌伪所设中等学校教职员、学生须一律甄审，未经甄审合格之学生与教师，一律不承认其学籍、教龄，不能继续求学和报考大学，不能继续任教。”此令激起了青岛市中学教师和学生的反甄审运动，女教师费筱芝被杀更激起了公愤。其间，李先良曾出面接见游行群众，试图平息事态。；民國36年依法兼任國民大會代表及立法院立法委員青島市選舉事務所主席委員，負責青島市的行憲選舉工作。
中国人民解放军占领青岛前夕，他赴台湾。在台湾，他任教于东吴大学。后来他移居加拿大多伦多。
1993年在加拿大去世。

## 著作
- 魯青抗戰紀實
- 抗战回憶錄
- 都市計劃学
- 都市與區域計畫學
- 市政學